# 小山正 (映画評論家)
小山 正（おやま ただし、1963年 - ）は、日本のテレビプロデューサー（日本テレビ放送網）、ミステリおよびミステリ映画評論家。

## 人物
東京都出身。慶應義塾大学卒業。大学では慶大推理小説同好会に所属。妻はミステリ作家の若竹七海。バカミス概念を提示したことで知られる。

## 制作番組
日本テレビのテレビプロデューサーとして制作した主な番組には、
- 知ってるつもり?! (1989年-2002年)
- Shin-D マーダーゲーム・犯行現場（1999年）

などがある。

## 著書
- バカミスの世界―史上空前のミステリガイド 小山正とバカミステリーズ編（福井健太、杉江松恋、霜月蒼共著） ビーエスピー 2001/1
- 英国ミステリ道中ひざくりげ 若竹七海共著 光文社 2002/7
- 越境する本格ミステリ―映画・TV・漫画・ゲームに潜む本格を探せ! 日下三蔵 (共同監修),扶桑社 2003/4
- ジム・トンプスン最強読本 池上冬樹,小鷹信光, 中条省平, 霜月蒼共著　扶桑社 2005/7
- バカミスじゃない!?―史上空前のバカミス・アンソロジー 小山正 (編集) 宝島社 2007/6
  - 『天地驚愕のミステリー』『奇想天外のミステリー』として宝島社文庫 2009/8/6
- ミステリ映画の大海の中で アルファベータ(叢書・20世紀の芸術と文学) 2012/11/3

## 脚註
1. ↑  バカミスの世界：小山正ほか著、ビー·エス·ピー、2001年